# Urbino
Urbino (łac. Urvinum Mataurense) – miejscowość u podnóża Apeninu Umbryjsko-Marchijskiego i gmina w środkowych Włoszech, w regionie Marche. Wraz z Pesaro jest stolicą prowincji Pesaro i Urbino. W 1998 roku centrum historyczne miasta zostało wpisane na listę światowego dziedzictwa UNESCO. W latach 1212–1631 stanowiło siedzibę najpierw hrabstwa, a potem księstwa Urbino.
Według danych na rok 2007 gminę zamieszkiwało 15 444 osób, 66,4 os./km². W mieście znajduje się uniwersytet.
Z miastem związany był Rafael Santi, który się tutaj urodził, Piero della Francesca, który tworzył na dworze księcia Federica da Montefeltro, a także Baldassare Castiglione, który opisując wrażenia z życia w Urbino stworzył Dworzanina oraz Leone Battista Alberti, jeden z architektów włoskiego renesansu.

## Klimat
W Urbino, położonym na wysokości występuje klimat subtropikalny (podzwrotnikowy). Notuje się tu nieco większe ilości opadów niż na oddalonym o 30 km wybrzeżu Morza Śródziemnego, co wynika położenia miasta na wysokości 485 m n.p.m.
| Miesiąc                            | I   | II  | III | IV  | V   | VI  | VII | VIII | IX  | X   | XI  | XII |
| ---------------------------------- | --- | --- | --- | --- | --- | --- | --- | ---- | --- | --- | --- | --- |
| Najwyższa temperatura dzienna (°C) | +10 | +10 | +14 | +18 | +23 | +27 | +30 | +29  | +25 | +19 | +14 | +11 |
| Najniższa temperatura nocna (°C)   | +3  | +4  | +8  | +9  | +13 | +17 | +20 | +20  | +17 | +12 | +8  | +5  |
| Opady atmosferyczne (mm)           | 44  | 49  | 59  | 57  | 60  | 48  | 36  | 59   | 59  | 78  | 89  | 56  |
| Liczba dni deszczowych             | 4   | 4   | 5   | 5   | 5   | 3   | 0   | 2    | 2   | 5   | 5   | 5   |

## Zabytki i interesujące miejsca

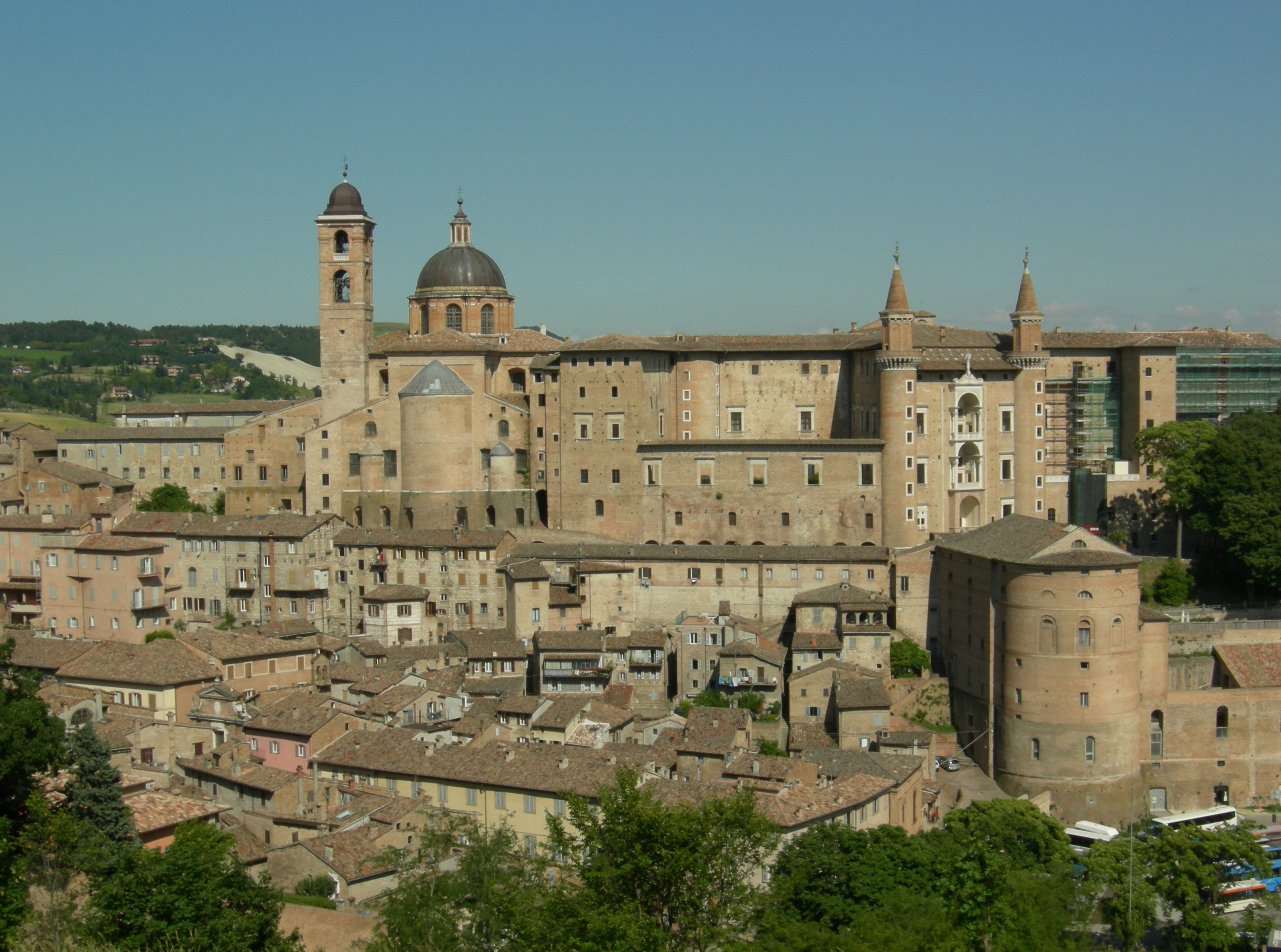
Panorama Urbino

- Najbardziej znanym zabytkiem Urbino, a jednocześnie najczęściej odwiedzanym, jest Pałac Książęcy. Jest to jeden z przykładów architektonicznych i artystycznych z okresu renesansu włoskiego. Pałac jest siedzibą Narodowej Galerii w Marche. Charakterystyczne dla pałacu są wieżyczki od tylnej strony budynku[3].
- Dom Rafaela znajduje się przy ulicy Raffaello, pod numerem 57. Artysta urodził się tam w 1483 roku. W domu znajduje się muzeum, w którym można zobaczyć wyposażenie z czasów Rafaela i piętnastowieczne freski.
- Katedra jest zbudowana w stylu neoklasycystycznym (architekt Giuseppe Valadier). Można w niej znaleźć dzieła Federica Barocciego[4].
- W klasztorze świętej Klary działał architekt ze Sieny Francesco di Giorgio Martini.
- Pomnik Rafaela wyrzeźbiony przez Luigi Belliego i muzeum archeologiczne[5].
- Święty Jan na fresku stworzonym przez braci Salimbeni.
- Szkoła z internatem, w której uczył się do 12 roku życia Giovanni Pascoli. Szkoła imienia Rafaela była kierowana przez pijarów i miała swoją siedzibę na placu Republiki. Jej budowa rozpoczęła się w 1705 roku na życzenie papieża Klemensa XI[6].
- Około dwóch kilometrów od centrum historycznego znajduje się mauzoleum diuków stworzone przez Donato Bramante w drugiej połowie XV wieku z polecenia diuka Fryderyka II[7]. W mauzoleum znajdują się groby Fryderyka Guidobalda I – diuków z Urbino. Początkowo była tu także nastawa ołtarzowa Piera della Francesca, przedstawiająca Madonnę, Fryderyka II i niektórych świętych. Obecnie znajduje się ona w pinakotece Brera w Mediolanie.
- Kościół Świętego Franciszka z Asyżu został zbudowany w XIV wieku w stylu gotyckim przez architekta Luigi Vanvitellego[8].
- Brama Valbona jest główną bramą miasta. Obecny kształt otrzymała w 1621 roku z okazji zawarcia małżeństwa przez diuka Fryderyka Ubaldo z Klaudią de'Medici[9].
- Brama Santa Lucia, najbardziej na północ wysunięta brama miejska.
- Kościół Świętego Dominika zbudowany w XIV wieku i odnowiony wewnątrz w 1729 roku. Zewnętrzna część kościoła jest zbudowana w stylu gotyckim z renesansowym portalem zaprojektowanym przez Luca della Robbia w 1450 roku.
- Przed kościołem Świętego Dominika znajduje się egipski obelisk. Jego pochodzenie datuje się na około 550 rok przed naszą erą[10].

## Demografia
Liczba mieszkańców

## Współpraca
Miejscowości partnerskie:
- Blois, Francja
- Locarno, Szwajcaria